# Microcharon phlegethonis
Microcharon phlegethonis là một loài chân đều trong họ Microparasellidae. Loài này được Cvetkov miêu tả khoa học năm 1967.